# Silene sedoides
Silene sedoides là loài thực vật có hoa thuộc họ Cẩm chướng. Loài này được Poir miêu tả khoa học đầu tiên năm 1789.